# Mojón Ckasa
Mojón Ckasa (auch: Mojón C'kasa, Mojón Khasa oder Mojón Pampa) ist eine Ortschaft im Departamento Potosí im Hochland des südamerikanischen Andenstaates Bolivien.

## Lage im Nahraum
Mojón Ckasa liegt in der Provinz José María Linares und ist eine Ortschaft im Cantón Duraznos im Municipio Ckochas. Die Ortschaft liegt auf einer Höhe von 3744 m im Quellbereich des nach Osten fließenden Río Caldera Mayu, der in den Río Turuchipa mündet. Die Ortschaft setzt sich zusammen aus den sechs Teilen (localidades) Mojón Ckasa Alta mit 2 Einwohnern, Calderas mit 46 Einwohnern, Estanzuela mit 17 Einwohnern, Wirki Paccha mit 35 Einwohnern, Jatun Cancha mit 3 Einwohnern und Puiyuni mit 25 Einwohnern (2012).

## Geographie
Mojón Ckasa liegt zwischen dem bolivianischen Altiplano im Westen und der Cordillera Central im Osten. Das Klima der Region ist semiarid und ein typisches Tageszeitenklima, bei dem die mittleren Temperaturschwankungen im Tagesverlauf stärker ausfallen als im Jahresverlauf.
Die Jahresdurchschnittstemperatur in der Region beträgt etwa 17 °C (siehe Klimadiagramm Betanzos), die Monatswerte schwanken nur unwesentlich zwischen 14 °C im Juni/Juli und 19 °C von November bis Januar. Die jährliche Niederschlagsmenge liegt bei knapp 500 mm, die Trockenzeit dauert von April bis Oktober mit Monatswerten unter 30 mm, nur im Januar wird ein Niederschlag von 100 mm erreicht.

## Verkehrsnetz
Mojón Ckasa liegt in einer Entfernung von 130 Straßenkilometern östlich von Potosí, der Hauptstadt des Departamentos.
Von Potosí aus führt die Nationalstraße Ruta 5 nach Nordosten über Betanzos nach Sucre und weiter in Richtung Santa Cruz im bolivianischen Tiefland. Östlich von Betanzos nach siebzehn Kilometern zweigt eine Landstraße in südöstlicher Richtung ab und erreicht nach acht Kilometern Ckochas, danach windet sie sich dann in Serpentinen hinab zu dem zwölf Kilometer entfernten Esquiri, überquert den Río Miculpaya mit einer Brücke und windet sich auf der östlichen Flussseite wieder hinauf in Richtung Melena Alta. Elf Kilometer hinter dem Río Miculpaya zweigt eine unbefestigte Nebenstraße nach Südosten ab und erreicht nach weiteren elf Kilometern über Terma die Ortschaft Huara Huara. Von dort aus folgt man auf den folgenden dreizehn Kilometern dem Flusslauf von Río Wara Wara und Río Apacheta in östlichen Richtungen, und dann weitere dreizehn Kilometer dem Höhenrücken des Telar Ruanayaj Loma nach Südosten bis Mojón Ckasa.

## Bevölkerung
Die Einwohnerzahl der Ortschaft ist in dem Jahrzehnt zwischen den letzten beiden Volkszählungen leicht angestiegen:
| Jahr | Einwohner         | Quelle       |
| ---- | ----------------- | ------------ |
| 1992 | keine Detaildaten | Volkszählung |
| 2001 | 113               | Volkszählung |
| 2012 | 128               | Volkszählung |
| 2024 |                   | Volkszählung |

Die Region weist einen deutlichen Anteil an Quechua-Bevölkerung auf, im Municipio Ckochas sprechen 81,9 Prozent der Bevölkerung Quechua.